# 五輪真弓
五輪 真弓（いつわ まゆみ、本名：鈴木眞弓。1951年1月24日 - ）は、日本の女性シンガーソングライター。東京都中野区出身。桜水商業高校卒業。

## 経歴
岩城滉一は中学の同級生。高校時代にフォークグループを作り、テレビ番組『ヤング720』（TBS）やラジオの公開録音『バイタリス・フォーク・ビレッジ』（ニッポン放送）などに参加した。
プロになった経緯について五輪は『新譜ジャーナル』 1971年11月号のインタビューで「1970年8月ジァン・ジァンにオーディションで3位になって、キャンプの仕事なんかして、ニッポン放送でたまたま歌ったのが縁で、プロになった」と話している。このインタビューでは今はジャズにメロメロにまいり、銀座のジャズ喫茶「ジャンク」の会員証も持つほどで、ビリー・ホリデイやヴィッキー・カーが特に好きで、一生懸命聴こうとするジャズの観衆に比べて、フォークの観客には怒りを感じている、フォークシンガーと言われるのは抵抗がある、などと述べている。正式なプロ契約は1971年4月。同年8月の第3回全日本フォークジャンボリーにも出演。
1972年10月、CBS・ソニー（現・ソニー・ミュージックレコーズ）より、アルバム『少女』とシングル「少女」の同時発売でデビュー。最初のアルバム『少女』は、1971年夏に2か月間をかけて、アメリカ合衆国カリフォルニア州ロサンゼルスのクリスタル・サウンド・スタジオでレコーディングされた。このレコーディングには五輪のデモテープを聴いて感銘を受けたキャロル・キング、チャールズ・ラーキーも参加し、ストリングスの中ではデヴィッド・キャンベルがヴィオラを弾いている。CBS・ソニーはこの新人シンガーソングライターである五輪に同じCBS・ソニー所属の「たくろうと並ぶ日本フォーク界の最重要人物!」とキャッチフレーズを付け、吉田拓郎と同様に個人レーベルを持たせ「UMI」を作り、期待の大きさを示した。アルバムはオリコンでは最高6位にランク。早い段階で海外レコーディングを行った。海外録音ではこれ以前に森山良子の1969年12月20日リリースのアルバム『イン・ナッシュビル／思い出のグリーングラス』や、これと同じ日にリリースされたザ・テンプターズのアルバム『ザ・テンプターズ・イン・メンフィス』があり、どちらもヒットしている。
マスメディアでは「和製キャロル・キング」と謳われ、日本女性シンガーソングライターの草分けと呼ばれた。
1976年、4thアルバム『Mayumity』を絶賛したCBSフランスから現地（フランス）でのアルバム制作の申し出があり、初めての渡仏し、7ヵ月間パリで暮らす。翌年全フランス語によるアルバム『えとらんぜ』が発売された。機を同じくしてサルヴァトール・アダモと出会い、彼の2週間にわたるオランピア劇場でのコンサートにゲストとして招かれた。また当時の日本ではまだ馴染みの薄かった自然食をいち早く取り入れ、徹底して玄米食を続けた。取材に番茶やハト麦茶を持参するため、記者に驚かれた。
また、この時期以降積極的にテレビなどメディアへの露出も増えていく。特に1978年3月21日発売の「さよならだけは言わないで」のヒットにより、フジテレビ『夜のヒットスタジオ』やTBSテレビ『ザ・ベストテン』（今週のスポットライト・コーナー）など、歌番組への生出演が多く見受けられるようになる。
1980年にリリースされたシングル「恋人よ」は当初はB面（カップリング）用の曲であったが、歌入れの後にその出来の素晴らしさにA面として発売されることになった。「恋人よ」は大ヒット、彼女の代表曲となり、同年の第22回日本レコード大賞金賞を受賞し、より幅の広いシンガーとして認知された。デビュー以来、地道なコンサート活動を続けて、音楽関係者の評価は高かったが、ようやくメジャーな存在になった。「恋人よ」はその後美空ひばりや淡谷のり子の重要なステージ・レパートリーにもなり、後世へと伝えられる曲となった。ちなみにこの曲はCBS・ソニーの六本木スタジオにて録音された。編曲は船山基紀である。
しかしそれ以降、歌謡曲ファンを取り込むことになった反面、それまでのファンは抵抗を感じた向きもあるといわれる。これに対して五輪はこう語っている。
1984年1月にバックバンドのメンバーだった鈴木弘二と結婚。3月にパリで挙式。1985年には長男が誕生。これ以降、育児のため活動をセーブし、表立った活動を控えていた時期もあったが、2000年代に入ってからは徐々にその活動を再び活発化させており、その古典的かつ普遍的な作風は、豊かな声質と歌唱と共に、今もなお国内外で高い評価を得続けている。
『NHK紅白歌合戦』には、1980年「恋人よ」で初出場を果たし、1988年まで通算5回出場している。
2017年現在、ソニー・ミュージックに所属している日本人女性歌手では在籍期間が最も長い（男性歌手を含めると郷ひろみに次ぐ長さ）。また、日本人シンガーソングライターとしては最長の在籍期間である。

### 日本国外での人気
1980年代には東南アジアでも「心の友」（元々は1982年発売のアルバム『潮騒』収録の楽曲）を中心にヒットが多く生まれた。「恋人よ」は現在も中国・韓国・ベトナムなど東南アジア各国で根強い人気を博している。
インドネシアでは「心の友」は知らない人がいないくらい有名な曲である。インドネシアのラジオ関係者が日本で五輪のコンサートへ行き、その際買ったアルバムの中にこの曲が入っており、インドネシアのラジオで流したことで人気となった。五輪としては、地味な曲だけになぜインドネシアで「第二の国歌」とまで言われるまで大ヒットしたのかが不思議だったという。インドネシアでは日本人が来ると歓迎の意味で、この曲を日本語で歌うことが多い。また、スマトラ島沖地震での復興の際にも被災者の支えになったといわれている。2005年には、インドネシアの歌手・DELONと共に、スマトラ沖地震チャリティー・シングルとして「KOKORO NO TOMO」をデュエット・レコーディングしリリースしている。
上記作品の他に「愛の蜃気楼（砂の城）」は、ベトナムに於いて「Sa mạc tình yêu」（ベトナム語：「砂漠の愛」）というタイトルで、様々な歌手によってカヴァーされている。
ライブでは、1982年・香港・香港スタジアムで初の日本人ワンマンコンサートを行い、8000人の香港ファンが駆けつけた。翌1983年再び香港に渡り、クイーンエリザベスホールで2日間のコンサート。そして2014年7月15日、31年ぶりとなる香港でのコンサートを催行。会場のコンベンションエグジビジョンセンターは5000人の観客で埋まった。1986年5月のインドネシア・ジャカルタのスナヤン・コンベンションホールでワンマン・コンサートを行い、7000人を動員した。1992年5月のマレーシア公演は国際交流基金の主催でプトラ・ワールド・トレード・センターにて、シーラ・マジッドをゲストに行われた。

## 人物

### 子供時代
子供の頃は両親が共働きで、いつも近所の子と外で遊びながら、家の鍵を持つ兄姉など家族の帰りを待っていた。当時は好奇心旺盛で面白いものを見つけるとどんどん追いかけるような子供だった。また、夕焼けが大好きで、先の友だちが家に帰った後も、よく一人で夕焼けを眺めていたという。
音楽好きな父が趣味でヴァイオリンを弾いていたこともあり、自宅にはその他色々な楽器やレコードがあり、ラジオからは歌謡曲が流れるなどいつも音楽に囲まれて生活していた。10代の頃は純粋に歌が好きだったが、この頃はプロの歌手になることは特に考えていなかった。高校卒業後は英語の専門学校に進学したが、集団行動が苦手に感じることもあったことから、半年後に学校を辞めた。

### 歌手デビュー
ほどなくして銀座や新宿などにある歌声喫茶のような店の小さなステージで、ギターの弾き語りのバイトを始めた。当時一世風靡していた小劇場「渋谷ジァン・ジァン」は本人にとって憧れの舞台で、後日そこのオーディションに合格して音楽活動をスタート。当時この舞台では、ジョーン・バエズの「ドンナ・ドンナ」（ドナドナ）や「朝日のあたる家」、ピーター・ポール&マリー（通称・PPM）の曲など、ポピュラーな英語の歌（洋楽カバー）を披露していた。
その後「自分の言葉で歌いたい」と思うようになり、作り上げたのがデビュー曲の「少女」だった。デビュー当時、本人には「アメリカでレコーディングした和製キャロル・キング！」という華やかな宣伝文句が付いていた。ただし同曲の中身はとてもささやかな私的なもので、宣伝文句とのギャップを感じていた本人は、当時そうした生活に馴染むのに少し時間がかかったという。

### 曲作りなど
本人は、「私にとって音楽とは、自分自身を大きく飛躍させてくれるもの」と位置づけている。
作詞作曲をする際本人の場合は、詞が先にでき上がることが多いとのこと。何気ない日常の中で、ちょっとした印象的な場面や刺激があった時に詞が浮かんでくるという。詞を思いついたら忘れないようすぐに紙に書いている。その後書き溜めておいたいくつかの詞を用いて、さらに内容をふくらませて曲を完成させる、という手法を取っている。
五輪は自ら楽曲制作を行っているが、本人は「楽曲って最終的にはアレンジャー（編曲者）の感性に委ねることになるんです」としている。「恋人よ」では、作詞作曲してアレンジャーに編曲してもらった後、スタジオで初めて音を聴いた時に「魂が震えるような感覚を覚えた」という。

## ディスコグラフィ

### シングル
|                   | 発売日            | タイトル                     | カップリング                       | 規格                  |
| CBS・ソニー / UMI | CBS・ソニー / UMI | CBS・ソニー / UMI            | CBS・ソニー / UMI                  | CBS・ソニー / UMI     |
| ----------------- | ----------------- | ---------------------------- | ---------------------------------- | --------------------- |
| 1st               | 1972年10月21日    | 少女                         | 空を見上げる夜は                   | EP                    |
| 2nd               | 1973年3月21日     | 雨                           | 汚れ糸                             | EP                    |
| 3rd               | 1973年7月1日      | 昨日までの想い出             | 黒猫とゆりかご                     | EP                    |
| 4th               | 1973年10月1日     | 煙草のけむり                 | 家                                 | EP                    |
| 5th               | 1974年2月21日     | 冬ざれた街                   | 春風                               | EP                    |
| 6th               | 1974年7月1日      | ミスター・クラウディ・スカイ | あじさいの花                       | EP                    |
| 7th               | 1974年10月1日     | 酒酔草                       | ちいさな水たまり                   | EP                    |
| 8th               | 1975年2月21日     | 落日のテーマ                 | 旅路                               | EP                    |
| 9th               | 1975年10月21日    | うつろな愛                   | リンゴの樹の下で                   | EP                    |
| 10th              | 1976年4月1日      | ジャングルジム               | 浜辺                               | EP                    |
| 11th              | 1977年6月21日     | 海                           | 清い流れのように                   | EP                    |
| 12th              | 1977年10月21日    | ゲーム                       | 東京                               | EP                    |
| 13th              | 1978年3月21日     | さよならだけは言わないで     | 春に咲く花                         | EP                    |
| 14th              | 1978年9月21日     | 残り火                       | 恋愛ともだち                       | EP                    |
| 15th              | 1979年4月21日     | 夜汽車                       | 一葉舟                             | EP                    |
| 16th              | 1979年9月21日     | 合鍵                         | 岐路（みち）                       | EP                    |
| 17th              | 1980年3月21日     | 約束                         | こんなにもあなたを                 | EP                    |
| 18th              | 1980年8月21日     | 恋人よ                       | ジョーカー                         | EP                    |
| 19th              | 1981年3月7日      | 運命                         | 春・のすたるじい                   | EP                    |
| 20th              | 1981年9月21日     | リバイバル                   | 手紙                               | EP                    |
| 21st              | 1982年3月21日     | ジグソーパズル               | 行きずり                           | EP                    |
| 22nd              | 1982年6月21日     | 問わず煙草                   | あなたのいない夜                   | EP                    |
| 23rd              | 1982年9月22日     | 抱きしめて (愛は夢のように)  | 野性の涙                           | EP                    |
| 24th              | 1983年4月21日     | 真夜中のラブソング           | ラブリーデイ                       | EP                    |
| 25th              | 1983年10月1日     | 時計                         | 夜行列車                           | EP                    |
| 26th              | 1983年12月10日    | 野性の涙                     | 窓                                 | EP                    |
| 27th              | 1984年3月5日      | 他人がえり                   | ジェラシー                         | EP                    |
| 28th              | 1984年6月1日      | 熱いさよなら                 | ラブ                               | EP                    |
| CBS・ソニー       |                   |                              |                                    |                       |
| 29th              | 1985年12月5日     | 密会                         | ジュ・テーム                       | EP                    |
| 30th              | 1986年3月5日      | 空                           | 風の詩                             | EP                    |
| 31st              | 1986年4月1日      | 時の流れに〜鳥になれ〜       | 空                                 | EP                    |
| 32nd              | 1986年8月27日     | 泣かないで                   | 家路                               | EP                    |
| 33rd              | 1987年4月1日      | そしてさよなら               | 恋しさは今                         | EP                    |
| 34th              | 1988年9月21日     | ハロー、マイ・フレンド       | 恋しても                           | EP                    |
| 34th              | 1988年9月21日     | ハロー、マイ・フレンド       | 恋しても                           | 8cmCD                 |
| 35th              | 1990年10月21日    | おまえ                       | 忘れたくない恋                     | 8cmCD                 |
| Sony Records      |                   |                              |                                    |                       |
| 36th              | 1992年4月22日     | さよならは一度だけ           | 微笑みは出会いと共に               | 8cmCD                 |
| 37th              | 1992年8月21日     | いつも そして いつまでも     | 海辺の恋                           | 8cmCD                 |
| 38th              | 1994年2月21日     | 悲しみにまかせて             | See You Again                      | 8cmCD                 |
| 39th              | 1996年2月1日      | うたかた                     | 春・のすたるじい (Rearranged ver.) | 8cmCD                 |
| 40th              | 1996年5月22日     | 恋は突然に                   | 風よ                               | 8cmCD                 |
| 41st              | 1997年1月22日     | 時は過ぎて                   | いつかあなたと                     | 8cmCD                 |
| 42nd              | 2000年7月19日     | 愛の約束/心の歌              |                                    | 8cmCD                 |
| 43rd              | 2004年6月23日     | ふれあう時を信じて           | 夢は時を越え                       | マキシシングル (CCCD) |
| 43rd              | 2004年6月23日     | ふれあう時を信じて           | 夢は時を越え                       | マキシシングル (CD)   |
| Sony Music Direct |                   |                              |                                    |                       |
| 44th              | 2013年7月24日     | BORN AGAIN                   | 花のように                         | マキシシングル        |

### デュエット・シングル
| 名義                     | 発売日        | タイトル       | c/w             | 規格           | 発売元       |
| ------------------------ | ------------- | -------------- | --------------- | -------------- | ------------ |
| 五輪真弓 duet with DELON | 2005年8月24日 | KOKORO NO TOMO | Try To Remember | マキシシングル | Sony Records |

### オリジナル・アルバム
|                   | 発売日            | タイトル              | 規格              |
| CBS・ソニー / UMI | CBS・ソニー / UMI | CBS・ソニー / UMI     | CBS・ソニー / UMI |
| ----------------- | ----------------- | --------------------- | ----------------- |
| 1st               | 1972年10月21日    | 少女                  | LP                |
| 2nd               | 1973年7月1日      | 風のない世界          | LP                |
| 3rd               | 1974年7月21日     | 時をみつめて          | LP                |
| 4th               | 1975年10月21日    | Mayumity - うつろな愛 | LP                |
| 5th               | 1977年6月21日     | えとらんぜ            | LP                |
| 6th               | 1977年11月1日     | 蒼空 - TODAY          | LP                |
| 7th               | 1978年12月5日     | 残り火                | LP                |
| 8th               | 1979年11月21日    | 岐路                  | LP                |
| 9th               | 1980年9月6日      | 恋人よ                | LP                |
| 10th              | 1981年9月21日     | マリオネット          | LP                |
| 11th              | 1982年10月21日    | 潮騒                  | LP                |
| 11th              | 1982年10月21日    | 潮騒                  | CD                |
| 12th              | 1983年10月21日    | 窓 〜せめて愛を〜     | LP                |
| 12th              | 1983年10月21日    | 窓 〜せめて愛を〜     | CD                |
| CBS・ソニー       |                   |                       |                   |
| 13th              | 1985年12月5日     | 風の詩                | LP                |
| 13th              | 1985年12月5日     | 風の詩                | CD                |
| 14th              | 1986年9月5日      | 時の流れに            | LP                |
| 14th              | 1986年9月5日      | 時の流れに            | CD                |
| 15th              | 1987年5月21日     | Wind and Roses        | LP                |
| 15th              | 1987年5月21日     | Wind and Roses        | CD                |
| 16th              | 1988年9月30日     | ノスタルジー          | LP                |
| 16th              | 1988年9月30日     | ノスタルジー          | CD                |
| 17th              | 1990年10月21日    | 名もなき道            | CD                |
| Sony Records      |                   |                       |                   |
| 18th              | 1992年8月21日     | The Memorial Album    | CD                |
| 19th              | 1994年3月9日      | Personal              | CD                |
| 20th              | 1996年2月1日      | 21世紀                | CD                |
| 21st              | 2003年4月9日      | Time To Sing          | CD                |
| Sony Music Direct |                   |                       |                   |
| 22nd              | 2007年10月31日    | Welcome               | Hybrid SACD       |

### ライブ・アルバム
|                   | 発売日            | タイトル                              | 規格              |
| CBS・ソニー / UMI | CBS・ソニー / UMI | CBS・ソニー / UMI                     | CBS・ソニー / UMI |
| ----------------- | ----------------- | ------------------------------------- | ----------------- |
| 1st               | 1974年3月21日     | 冬ざれた街                            | LP                |
| 2nd               | 1975年3月21日     | 本当のことを言えば                    | LP                |
| 3rd               | 1975年12月5日     | The SHOW - best concert album '75     | LP                |
| 4th               | 1981年4月1日      | 春愁                                  | LP                |
| 5th               | 1983年4月21日     | MAYUMI ITSUWA '83                     | CD                |
| 6th               | 1984年7月21日     | 1984五輪真弓ライヴ 熱いさよなら       | LP                |
| 6th               | 1984年7月21日     | 1984五輪真弓ライヴ 熱いさよなら       | CD                |
| Sony Music Direct |                   |                                       |                   |
| 7th               | 2016年10月19日    | 五輪真弓ライブ 心の友〜 AFTER DECADES | CD                |

### ベスト・アルバム
|                   | 発売日            | タイトル                                                       | 規格              |
| CBS・ソニー / UMI | CBS・ソニー / UMI | CBS・ソニー / UMI                                              | CBS・ソニー / UMI |
| ----------------- | ----------------- | -------------------------------------------------------------- | ----------------- |
| 1st               | 1977年11月1日     | 五輪真弓 the best                                              | LP                |
| 2nd               | 1977年11月21日    | 五輪真弓 全曲集                                                | CT                |
| 3rd               | 1978年8月1日      | MY SONGS／さよならだけは言わないで                             | LP                |
| 4th               | 1981年7月1日      | 五輪真弓 コレクション                                          | LP                |
| 5th               | 1982年6月21日     | COLLECTION '82                                                 | LP                |
| CBS・ソニー       |                   |                                                                |                   |
| 6th               | 1985年11月10日    | 五輪真弓全集／フェイバリット・ソングス                         | CD                |
| 7th               | 1986年4月21日     | 五輪真弓 ベスト・コレクション                                  | CD                |
| 8th               | 1987年11月1日     | 五輪真弓 33 ALL singles                                        | CD                |
| 9th               | 1988年7月1日      | Four Songs                                                     | 8cmCD             |
| 10th              | 1989年11月22日    | ニュー・ベスト・セレクション                                   | CD                |
| Sony Records      |                   |                                                                |                   |
| 11th              | 1991年9月1日      | Anniversary Eve 〜Brand-new Best〜                             | CD                |
| 12th              | 1991年11月1日     | Another Face 〜English Best Selection〜                        | CD                |
| 13th              | 1993年6月21日     | アンソロジーVOL.1                                              | CD                |
| 14th              | 1993年6月21日     | アンソロジーVOL.2                                              | CD                |
| 15th              | 1996年2月1日      | NOW & FOREVER〜五輪真弓ベスト・コレクション〜                  | CD                |
| 16th              | 2002年2月20日     | MAYUMI CLASSICS                                                | CD                |
| 17th              | 2003年12月17日    | BLUE ANTHOLOGY                                                 | CD                |
| 18th              | 2005年12月21日    | MAYUMI THE BEST〜KOKORO NO TOMO                                | CD                |
| Sony Music Direct |                   |                                                                |                   |
| 19th              | 2009年6月10日     | GOLDEN☆BEST deluxe 五輪真弓 コンプリート・シングルコレクション | CD                |
| 20th              | 2013年10月23日    | Lovers & Friends                                               | Blu-spec CD2      |
| 21st              | 2015年9月30日     | 五輪真弓 THE BEST ENCORE                                       | Blu-spec CD2      |
| 22nd              | 2017年8月30日     | GOLDEN☆BEST 五輪真弓 -スペシャルセレクション-                  | CD                |
| 23rd              | 2022年10月21日    | Mayumi Itsuwa Premium best -HISTORY-                           | Blu-spec CD2      |

### 映像作品
|              | 発売日        | タイトル                                             | 規格        |
| CBS・ソニー  | CBS・ソニー   | CBS・ソニー                                          | CBS・ソニー |
| ------------ | ------------- | ---------------------------------------------------- | ----------- |
| 1st          | 1983年5月1日  | 五輪真弓'83                                          | VHS         |
| 1st          | 1983年5月1日  | 五輪真弓'83                                          | LD          |
| 2nd          | 1987年1月21日 | 五輪真弓 ライブ・時の流れに                          | LD          |
| 3rd          | 1987年9月21日 | Wind And Roses                                       | CDV         |
| 4th          | 1988年4月1日  | MASTER PIECE                                         | VHS         |
| Sony Records |               |                                                      |             |
| 5th          | 1993年1月10日 | 五輪真弓20周年コレクション コンサートツアー '92〜'93 | VHS         |

### タイアップ一覧
| 楽曲                   | タイアップ                                                   | 収録作品                           |
| ---------------------- | ------------------------------------------------------------ | ---------------------------------- |
| 冬ざれた街             | TBS系ポーラテレビ小説『愛子』主題歌                          | シングル「冬ざれた街」             |
| 落日のテーマ           | NHK総合 銀河テレビ小説『僕たちの失敗』主題歌                 | シングル「落日のテーマ」           |
| 野性の涙               | NHK総合 銀河テレビ小説『今ぞ恋しき』主題歌                   | シングル「野性の涙」               |
| 熱いさよなら           | TBS系『ザ・サスペンス』エンディングテーマ                    | シングル「熱いさよなら」           |
| 空                     | 銀座ジュエリーマキ CMソング                                  | シングル「空」                     |
| 時の流れに〜鳥になれ〜 | 銀座ジュエリーマキ・カメリアダイアモンド CMソング            | シングル「時の流れに〜鳥になれ〜」 |
| 泣かないで             | 銀座ジュエリーマキ CMソング                                  | シングル「泣かないで」             |
| そしてさよなら         | 関西テレビ・フジテレビ系『夏樹静子サスペンス』主題歌         | シングル「そしてさよなら」         |
| 忘れたくない恋         | テレビ朝日系『トゥナイト』エンディングテーマ                 | シングル「おまえ」                 |
| さよならは一度だけ     | よみうりテレビ・日本テレビ系朝の連続ドラマ『愛情物語』主題歌 | シングル「さよならは一度だけ」     |
| いつもそしていつまでも | ニッセイ愛の唄『ロングラン』CMソング                         | シングル「いつもそしていつまでも」 |
| 恋は突然に             | テレビ東京系『徳光和夫の情報スピリッツ』エンディングテーマ   | シングル「恋は突然に」             |
| 時は過ぎて             | 東映配給映画『流れ板七人』主題歌                             | シングル「時は過ぎて」             |
| 愛の約束               | ハウス食品『こくまろ』CMソング                               | シングル「愛の約束/心の歌」        |
| 心の歌                 | NHK総合『五七五紀行』テーマソング                            | シングル「愛の約束/心の歌」        |
| ふれあう時を信じて     | テレビ東京系『ワールドビジネスサテライト』エンディングテーマ | シングル「ふれあう時を信じて」     |
| BORN AGAIN             | NHKラジオ第1・FM『ラジオ深夜便』より                         | シングル「BORN AGAIN」             |

## 出演番組
- ザ・ミュージック 五輪真弓の世界
- FM25時 五輪真弓 夜のエトランゼ（エフエム東京）

### NHK紅白歌合戦
| 年度/放送回               | 曲目                   | 出演順 | 対戦相手         |                 |
| ------------------------- | ---------------------- | ------ | ---------------- | --------------- |
| 1980年（昭和55年）/第31回 | 恋人よ                 | 8/23   | さだまさし       |                 |
| 1981年（昭和56年）/第32回 | リバイバル             | 11/22  | 寺尾聰           |                 |
| 1986年（昭和61年）/第37回 | 時の流れに〜鳥になれ〜 | 9/20   | 小林旭           | 5年ぶり復帰出場 |
| 1987年（昭和62年）/第38回 | 心の友                 | 11/20  | チョー・ヨンピル |                 |
| 1988年（昭和63年）/第39回 | Wind and Roses         | 20/21  | 谷村新司         | トリ前          |

## 主な提供楽曲
- 淡谷のり子「雨の日の別離」（作詞・作曲）
- 石原裕次郎「思い出さがし」（作詞・作曲）
- 柏原芳恵「春ごころ」「二杯目からのはじまり」（作詞・作曲）
- 北原ミレイ「愛のサフラン」（作詞・作曲）
- 木の実ナナ「砂の城」（作詞・作曲）
- 桂銀淑「うぐいす」（作詞・作曲）
- 島倉千代子「積木くずし」（作曲） - 同名映画主題歌。作詞は原作者である穂積隆信。
- ジャッキー・チェン「マリアンヌ」（作詞・作曲）
- 容祖児「楽観」（作曲）（広東語）

この他、松田聖子にも『ミュージックフェア』の番組内企画で「街角のカフェテラス」を提供（作詞・作曲）。後に「熱いさよなら」のタイトルで五輪自身が歌唱したものが発売されている。
- NHK『みんなのうた』

1. 「遠いまち」（作詞・作曲・歌）1976年2 - 3月放送。映像には五輪本人が出演。2016年販売のCD『NHKみんなのうた 55 アニバーサリー・ベスト 〜チョコと私〜』に初収録。
2. 「星の子供たち」（作詞・作曲・歌）1998年6 - 7月放送。2022年販売のCD『Mayumi Itsuwa Premium best -HISTORY-』に初収録。